# Estació de Sant Quirze
Sant Quirze és una estació de ferrocarril propietat de Ferrocarrils de la Generalitat de Catalunya (FGC) situada a la població de Sant Quirze del Vallès a la comarca del Vallès Occidental. L'estació es troba a la línia Barcelona-Vallès per on circulen trens de la línia S2.
L'estació es va inaugurar l'1 de juny de 1922 quan es va inaugurar el tram entre Sant Cugat Centre i Sabadell-Estació, per part de l'empresa Ferrocarrils de Catalunya (FCC) que estava ampliant el Tren de Sarrià cap al Vallès.
L'any 2016 va registrar l'entrada de 768.281 passatgers.

## Serveis ferroviaris
| Línia Barcelona-Vallès de FGC |                      |       |                   |                        |
| Procedència/Destinació        | <                    | Línia | >                 | Procedència/Destinació |
| Barcelona - Pl. Catalunya     | Universitat Autònoma |       | Can Feu \| Gràcia | Sabadell Parc del Nord |